# Інарі Веш
І́нарі Веш (англ. Inari Vachs; нар. 22 вересня 1975 року, Мічиган, США) — американська порноакторка, режисерка порнофільмів та кіноакторка.

## Фільмографія
- 2001 — Ейфорія

## Нагороди
- 2000 XRCO Awards — Female Performer of the Year[5]
- 2000 XRCO Awards — Best Single Performance (Actress) for The Awakening[5]
- 2000 AVN Awards — Female Performer of the Year
- 2001 AVN Awards — Best Anal Sex Scene (Film) for Facade
- 2001 AVN Awards — Best Couples Sex Scene (Video) for West Side[6]
- 2001 XRCO Awards — Best Orgasmic Oralist[5]
- 2002 XRCO Awards — Best Girl-Girl Sex Scene for No Man's Land 33[5]
- 2010 XRCO Hall of Fame[7]